# Монастир Чину святого Василія Великого (Чортків)
Монастир Чину святого Василія Великого в Чорткові — монастир отців Василіян Української греко-католицької церкви в м. Чортків Тернопільської области.

## Історія
Зі створенням Бучацької єпархії та обранням Чорткова її осідком виникла потреба в будівництві нових храмів.
Влітку 2006 року було прийнято рішення про будівництво, зокрема, храму Преображення Господнього. Восени того ж року на місці майбутньої церкви встановили хрест і відправили першу Службу Божу. Навесні 2007 року збудували підвальний поверх, який 22 травня освятив владика Бучацької єпархії Іриней Білик. 19 серпня 2007 року владика освятив і верхню частину храму.
22 червня 2011 року церква отримала статус монастиря. У 2014 році розпочалося будівництво нової будівлі для монастиря.

## Настоятелі
| Ім'я                         | Роки                | Коротка довідка                          | Світлини |
| ---------------------------- | ------------------- | ---------------------------------------- | -------- |
| о. Роман Шелепко             | 2006—2010           | 4 листопада 2010 року несподівано помер. |          |
| о. Андрій Лемчук             | 2010—2011           |                                          |          |
| о. Йосафат Вороцянко, ЧСВВ   | 22 червня 2011—2013 |                                          |          |
| о. Тадей Мисюк, ЧСВВ         | 2011—2013           |                                          |          |
| о. Яків, ЧСВВ                |                     |                                          |          |
| о. Герман, ЧСВВ              |                     |                                          |          |
| о. Захарій Слободян, ЧСВВ    | березень 2012—2013  |                                          |          |
| о. Анастасій Панькевич, ЧСВВ | лютий 2013—?        |                                          |          |
| о. Венедикт Деркач           | з 2013              |                                          |          |
|                              |                     |                                          |          |